# Dan Yirga Haile
Dan Yirga Haile (amharisch ዳን ይርጋ ኃይለ; * 1984 in Addis Abeba) ist ein äthiopischer Menschenrechtsverteidiger und geschäftsführender Direktor der Menschenrechtsorganisation EHRCO (Ethiopian Human Rights Council). Er ist außerdem Vorstandsmitglied beim Menschenrechtsnetzwerk EHRDC (Ethiopian Human Rights Defenders Center).

## Leben
Dan Yirga Haile wurde 1984 in Addis Abeba, Stadtbezirk Kolfe Keranio, geboren und ist dort aufgewachsen. Er besuchte die nahe gelegene Keranio Medihanealem Elementary School (Grundschule) und als weiterführende Schule die Ayer Tena Secondary School. Anschließend studierte er an der juristischen Fakultät der Universität Addis Abeba und erwarb einen Bachelor in Rechtswissenschaften (LL.B.). Er setzte ein Postgraduiertenstudium an der gleichen Universität fort und schloss mit dem Master im Themenfeld Menschenrechte ab. Nach Abschluss seines Studiums trat er dem Äthiopischen Menschenrechtsrat (EHRCO) bei, zunächst als Mitglied und dann als ehrenamtlicher Mitarbeiter. Seit 2020 ist er geschäftsführender Direktor der Menschenrechtsorganisation EHRCO.

## Wirken
Der Anlass für Dan Yirga Haile dem EHRCO beizutreten, war ein Artikel, der Menschenrechtsverletzungen im Zusammenhang mit den nationalen Wahlen im Jahr 2005 thematisierte. So begann er bei EHRCO als Junior-Menschenrechtsbeauftragter und -beobachter zu arbeiten. Seit 2020 ist er geschäftsführender Direktor bei EHRCO. Der EHRCO (Ethiopian Human Rights Council / Rat für die Menschenrechte) verfolgt drei grundsätzliche Ziele: Er will in Äthiopien die Achtung der Menschenrechte stärken, helfen, die Rechtsstaatlichkeit zu gewährleisten und eine demokratische Kultur aufzubauen. Die Nichtregierungsorganisation untersucht Menschenrechtsverletzungen in Äthiopien und erstattet darüber Bericht. Außerdem werden durch Schulungen Polizisten, Richter, Anwälte und Gemeindevertreter für die Menschenrechte sensibilisiert. Zudem trägt die Organisation zur Bewusstseinsbildung bei, damit man lernt, wie man sich gegen Menschenrechtsverletzungen wehren kann. Schließlich bietet die Organisation kostenlosen Rechtsbeistand.
Als geschäftsführender Direktor von EHRCO arbeitet Dan Yirga Haile eng mit gleichgesinnten Organisationen zusammen, denn EHRCO sieht Menschenrechtsfragen nicht als die Aufgabe einer einzelnen Institution an. Zum Beispiel ist Dan Yirga Haile auch Vorstandsmitglied beim 2019 gegründeten Menschenrechtsnetzwerk EHRDC (Ethiopian Human Rights Defenders Center) und unterstützte 2017 ein Nachwuchstraining für Menschenrechte und Demokratie von der Friedrich Ebert Stiftung.
Dan Yirga Haile äußert sich als geschäftsführender Direktor von EHRCO auch öffentlich zur Menschenrechtssituation in Äthiopien. In einem Interview benennt er die weitreichenden Konsequenzen des Ausnahmezustands, der in Äthiopien im November 2021 für 6 Monate verhängt wurde und Inhaftierungen ohne Anklage ermöglicht. Dan Yirga Haile fordert, dass alle sich für einen besseren Schutz der Rechte einsetzen sollten, sowohl der Menschenrechte als auch der demokratischen Rechte und richtet seinen Aufruf an Regierungsinstitutionen, Gemeindeaktivisten, Wissenschaftler, Medien, Personen der Zivilgesellschaft und politische Parteien.